# Boxeo profesional

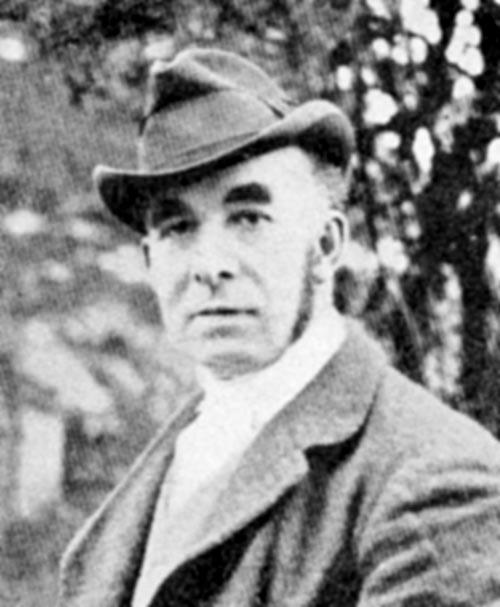
El Marqués de Queensberry, quien contribuyó a fijar las reglas modernas del boxeo

El boxeo profesional es una actividad regulada, en la que se conceden premios económicos a los boxeadores en función del resultado de sus combates. Los combates de boxeo profesionales se disputan por una «bolsa», un monto económico que se divide entre los púgiles según lo determinado por un contrato. La mayoría de estos combates son supervisados por una autoridad reguladora que garantiza la seguridad de los combatientes. La mayoría de los combates de alto nivel obtienen el respaldo de un organismo regulador, que otorga «cinturones» a los poseedores del título de un campeonato, establece reglas y designa sus propios jueces y árbitros.
En contraste con el boxeo aficionado, los combates profesionales suelen ser mucho más largos y pueden durar hasta doce asaltos, aunque las peleas de menor rango pueden reducirse incluso a cuatro. No se permite el uso de casco protector, y generalmente se permite a los boxeadores recibir un castigo físico importante antes de que se detenga la pelea. El boxeo profesional ha disfrutado de un interés público mucho mayor que el boxeo aficionado desde comienzos del siglo XX.
El estatus de legalidad del boxeo profesional ha variado en diversos países y en diversas épocas. En Cuba, el boxeo profesional está prohibido (al menos hasta 2017). Lo mismo ocurrió en Suecia entre 1970 y 2007, y Noruega entre 1981 y 2014.

## Historia temprana
En 1891, el National Sporting Club (N.S.C.), un club privado en Londres, comenzó a promover peleas profesionales con guantes en sus propias instalaciones, y creó nueve de sus propias reglas complementando las Reglas del marqués de Queensberry. Estas reglas especificaron con mayor precisión el papel de los jueces y establecieron un sistema de puntuación que permitió al árbitro decidir el resultado de una pelea. El British Boxing Board of Control (B.B.B.C.) se formó por primera vez en 1919, manteniendo estrechos vínculos con el N.S.C., y se refundó nuevamente en 1929 después de que el N.S.C. fuese cerrado.
En 1909, el quinto Earl de Lonsdale entregó el primero de los veintidós cinturones otorgados al ganador de una pelea por el título británico celebrada en el N.S.C. En 1929, el B.B.B.C. continuó otorgando el cinturón Lonsdale a cualquier boxeador británico que ganase tres peleas por el título en la misma división de peso. La "pelea por el título" siempre ha sido la máxima referencia en el boxeo profesional. En el siglo XIX y principios del XX, sin embargo, hubo peleas por el título en cada peso. Los promotores que podían organizar peleas por títulos rentables se hicieron muy influyentes en este deporte, al igual que los gerentes de los boxeadores. Los mejores promotores y gerentes han sido elementos clave para llevar el boxeo a nuevas audiencias, atrayendo la presencia de los medios de comunicación de masas y el interés del público. El más famoso de estos tríos (luchador-representante-promotor) fue el formado por Jack Dempsey (campeón de peso pesado 1919–1926), su agente Jack Kearns y el promotor Tex Rickard. Juntos recaudaron 8,4 millones de dólares en solo cinco peleas entre 1921 y 1927, y marcaron el comienzo de una «edad de oro» de popularidad del boxeo profesional en la década de 1920. También fueron responsables de la primera transmisión en directo de una pelea por el título (Dempsey contra Georges Carpentier, en 1921). En Gran Bretaña, el éxito de Jack Solomons como promotor de peleas ayudó a restablecer el boxeo profesional después de la Segunda Guerra Mundial, y convirtió al Reino Unido en un lugar popular para las peleas por el título en los años 1950 y 1960.

## Historia moderna

### 1900 a 1920
A principios del siglo XX, la mayoría de los combates profesionales tuvieron lugar en los Estados Unidos y en Gran Bretaña, y los campeones obtuvieron un amplio reconocimiento por aclamación popular, como queda reflejado en los periódicos de la época. Entre los grandes campeones de esta época figuraban Jim Jeffries y Bob Fitzsimmons, peso pesado sin igual que pesaba menos de 75 kg, pero que fuer capaz de ganar títulos mundiales en el peso medio (1892), en el peso semipesado (1903) y en el peso pesado (1897). Otros campeones famosos incluyen a Philadelphia Jack O'Brien del peso pesado ligero y Tommy Ryan de peso medio. El 12 de mayo de 1902, el peso ligero Joe Gans se convirtió en el primer estadounidense negro en ser campeón de boxeo. A pesar del entusiasmo del público, esta era una época de máxima regulación de este deporte, a menudo con el objetivo declarado de su prohibición absoluta. En 1900, el estado de Nueva York promulgó la Ley Lewis, prohibiendo las peleas con premios, excepto las celebradas en clubes deportivos privados entre sus miembros. Así, al presentar a los luchadores, frecuentemente se agregaba la frase «ambos miembros de este club», tal como el pintor George Wesley Bellows (1882-1925) tituló uno de sus cuadros. La región occidental de los Estados Unidos tendía a ser más tolerante con las peleas con premios en esta época, aunque el acuerdo de los clubes privados también era una práctica habitual, con el California Athletic Club de San Francisco como un ejemplo destacado de ello.
El 26 de diciembre de 1908, el peso pesado Jack Johnson se convirtió en el primer campeón negro del peso pesado y una figura muy controvertida en esta época de prejuicios raciales. Las peleas con premios a menudo podían no tener límite de asaltos, y podían fácilmente convertirse en pruebas de resistencia, favoreciendo a tácticos pacientes como Johnson. Con pesos más ligeros, las peleas a diez asaltos eran comunes, y el peso ligero Benny Leonard dominó su división desde su adolescencia tardía hasta principios de los años veinte.
Los campeones de peleas con premios en este período fueron grandes celebridades deportivas, y uno de estos campeonatos generaba un intenso interés público. Mucho antes de que los bares se convirtieran en lugares populares para ver espectáculos deportivos por la televisión, fue habitual que los empresarios de los salones utilizaran máquinas de teletipo para anunciar el progreso de los combates importantes casi golpe por golpe. Los niños a menudo pasaban el rato fuera de las puertas del salón, esperando noticias de la pelea. Harpo Marx, un chico de quince años de edad en esta época, recordaba haber vivido de esta manera la pelea por el campeonato entre Jeffries y Munroe de 1904.

### 1920 a 1940

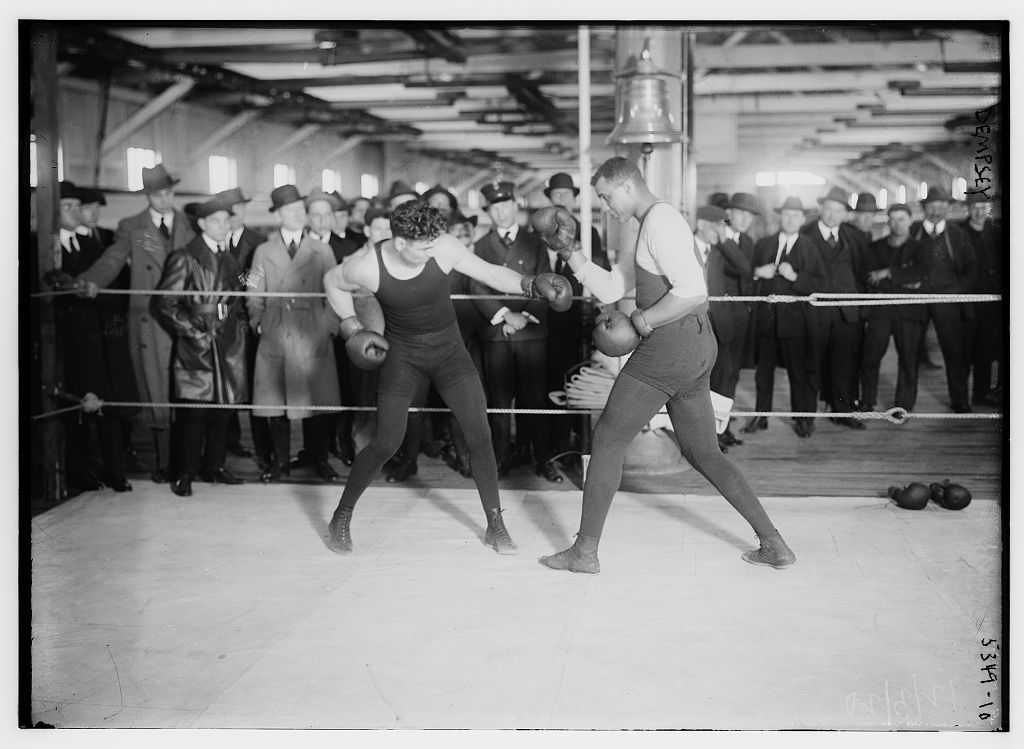
Jack Dempsey en el ring

En la década de 1920, el boxeo fue el deporte predominante en los Estados Unidos, y ninguna figura destacó más que Jack Dempsey, quien se convirtió en campeón mundial del peso pesado después de derrotar en un combate brutal a Jess Willard. Dempsey fue uno de los golpeadores más duros de todos los tiempos y, según Bert Randolph Sugar, «tenía un gancho de izquierda infernal». Es recordado por su legendario enfrentamiento con Luis Ángel Firpo, al que siguió una vida lujosa propia de una celebridad fuera del ring. El enormemente popular Dempsey concluiría su carrera con dos memorables combates con Gene Tunney, rompiendo el umbral de un millón de dólares por primera vez. Aunque Tunney dominó ambas peleas, Dempsey mantuvo la simpatía del público, especialmente tras la controversia de la «cuenta larga» en su segunda pelea. Esta pelea introdujo la nueva regla de que el conteo de un oponente derribado no comenzaría hasta que el oponente que permanecía en pie entrara en una esquina neutral. En aquel entonces, las reglas fueron negociadas por las dos partes, puesto que todavía no había organismos reguladores.
La Comisión de Deportes del Estado de Nueva York asumió un papel más destacado en la organización de peleas en la década de 1930. Entre los campeones famosos de esa era se encontraban el peso pesado alemán Max Schmeling y el estadounidense Max Baer, que tenía una mano derecha devastadora. Baer fue derrotado por «Cinderella Man» James Braddock, un exboxeador del peso semipesado antes de una serie de lesiones y contratiempos durante la Gran Depresión, que incluso llegó a ser despojado de su licencia. El más famoso de todos fue Joe Louis, quien vengó una derrota anterior derribando a Schmeling en el primer asalto de su revancha de 1938. Louis fue votado como el mejor golpeador de la historia por la revista «The Ring», y es posiblemente el mejor peso pesado de todos los tiempos. En 1938, Henry Armstrong se convirtió en el único boxeador en tener títulos en tres clases de peso diferentes al mismo tiempo (peso pluma, peso ligero y peso wélter). Su intento de ganar el título del peso medio se frustraría en 1940.

### 1940 a 1960
La Segunda Guerra Mundial trajo un período de calma al boxeo profesional, y el campeón Louis participó principalmente en combates de exhibición. Después de la guerra, prolongó su reinado, pero surgieron nuevas estrellas en otras divisiones, como el inigualable peso pluma Willie Pep, que ganó más de 200 peleas, y sobre todo Sugar Ray Robinson, ampliamente considerado como el mejor púgil de todos los tiempos. Robinson retuvo el título mundial del peso wélter de 1946 a 1951 y el conquistó el título mundial del peso medio cinco veces de 1951 a 1960. Sus notables rivales incluyen a Jake LaMotta, Gene Fullmer y Carmen Basilio. Desafortunadamente, muchas peleas en las décadas de 1940 y 1950 se vieron empañadas por la presunta participación de la mafia, aunque algunos púgiles como Robinson y Basilio se resistieron abiertamente a la influencia de la mafia.
Entre los pesos pesados, Joe Louis retuvo su título hasta su retiro de 1949, habiendo mantenido el campeonato durante once años, un hecho sin precedentes. Ezzard Charles y Jersey Joe Walcott lo sucedieron como campeón, pero pronto fueron superados por el notable Rocky Marciano, quien compiló un asombroso récord de 49-0 antes de retirarse como campeón mundial. Entre sus oponentes se encontraba el eterno Archie Moore, quien tuvo el título mundial de peso semipesado durante diez años y obtuvo más victorias por nocaut que ningún otro boxeador en la historia.

### 1960 a 1980

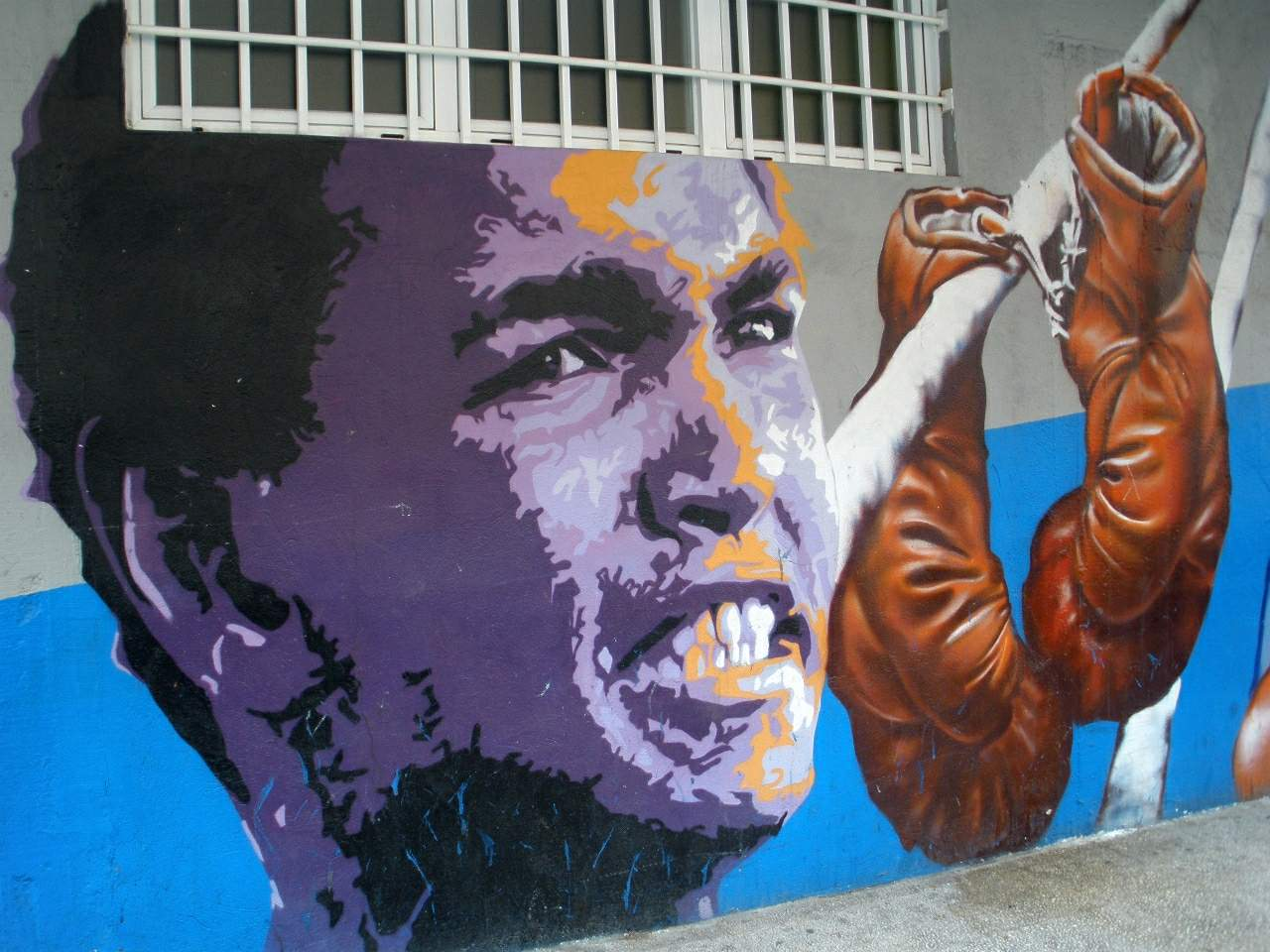
Mural con la imagen de Muhammad Ali

A principios de la década de 1960, el aparentemente invencible Sonny Liston, capturó la imaginación del público con su predominio sobre el dos veces campeón del peso pesado Floyd Patterson. Uno de los últimos púgiles relacionados con la mafia, Liston vio desaparecer su mística tras dos polémicas derrotas ante el recién llegado Cassius Clay, que cambió su nombre a Muhammad Ali después de convertirse en campeón. Ali se convertiría en la figura más icónica de la historia del boxeo, trascendiendo el mundo del deporte y logrando un reconocimiento mundial. Su negativa a servir en la Guerra de Vietnam provocó que fuera despojado de su título y derribó la barrera entre el deporte y la cultura.
Después de tres años de inactividad, Ali regresó al deporte, lo que lo llevó a su primer choque épico con Joe Frazier en 1971, iniciando una «edad de oro» en el boxeo del peso pesado. Ali, Frazier y George Foreman fueron los mejores púgiles en una división sobrecargada de talento. Entre los pesos medios, el argentino Carlos Monzón emergió como un campeón dominante, reinando desde 1970 hasta su retirada en 1977, después de 14 defensas de título, un hecho sin precedentes. El panameño Roberto Durán derrotó a sus oponentes durante 6 años y medio como campeón del peso ligero, defendiendo el título 12 veces, siendo 11 de ellas victorias por nocaut.
A finales de la década de 1970, se vivió el final de los campeones universalmente reconocidos, a medida que el CMB y la AMB comenzaron a reconocer a diferentes campeones, iniciando la era de los campeones múltiples, los indignos aspirantes obligatorios y la corrupción general que luego se asoció con los organismos reguladores durante décadas.
El final de esta década también vio cómo el deporte comenzaba a orientarse más hacia la industria de los casinos. El hotel Caesars Palace en Las Vegas comenzó a albergar los principales combates con George Foreman, Ron Lyle, Muhammad Ali, Roberto Durán, Sugar Ray Leonard, Marvin Hagler y Thomas Hearns. Además, las transmisiones públicas serían reemplazadas por las transmisiones en circuito cerrado y, en última instancia, de pago por visión, a medida que la audiencia del boxeo se reducía en número.

### 1980 a 2000
A principios de la década de 1980, Larry Holmes era un talento del peso pesado solitario en una división llena de aspirantes, por lo que los combates de boxeo más interesantes se encontraban en las categorías de peso más bajo. Roberto Durán dominó la división del peso ligero y se convirtió en campeón del peso wélter, pero abandonó durante el octavo asalto en su segunda pelea con Sugar Ray Leonard (la famosa pelea del «no más» de noviembre de 1980). Leonard pasó a ser el mejor boxeador de la década, y noqueó al formidable Thomas Hearns en 1981. Mientras tanto, la división del peso wélter júnior fue gobernada por Aaron Pryor, que defendió el título en 10 ocasiones desde 1980 hasta 1985, antes de retirarse del campeonato.
La prestigiosa división del peso medio estaba dominada por «Marvelous» Marvin Hagler, que luchó contra Thomas Hearns en el Caesars Palace de Las Vegas el 15 de abril de 1985. La pelea fue catalogada como «La Guerra», y estuvo a la altura del importe de la bolsa en juego. Tan pronto como sonó la campana, ambos luchadores corrieron hacia el centro del ring y comenzaron a intercambiar ganchos y uppercuts sin parar hasta el tercer asalto, cuando Hagler apabulló a Hearns y se impuso de manera brutal. Este combate hizo famoso a Hagler, lo que a su vez posibilitó que Ray Leonard saliera de su retiro para enfrentarse con él en 1987. En una decisión muy controvertida, Leonard acabaría perdiendo el combate contra Hagler, quien se retiró del boxeo inmediatamente después de esta pelea.
En la segunda mitad de la década, el joven peso pesado Mike Tyson surgió como un serio aspirante al título. Apodado «Iron Mike», Tyson ganó las series de unificación del peso pesado para convertirse en campeón mundial de la categoría a la edad de 20 años, siendo el primer campeón indiscutible en una década. Pronto se convirtió en el boxeador más conocido desde Alí debido a un aura de ferocidad sin límites, como la que destilaban Jack Dempsey o Sonny Liston.
Al igual que Liston, la carrera de Tyson estuvo marcada por la controversia y la autodestrucción. Fue acusado de violencia doméstica contra su esposa Robin Givens, de quien pronto se divorció. Mientras tanto, perdió su título ante James Douglas (cosechando su primera derrota como profesional, lo que dejaba su palmarés hasta la fecha en 42-1). Su progresión hacia otra oportunidad para luchar por el título se vio frustrada por las denuncias de violación formuladas contra él por la reina de un concurso de belleza. En 1992, fue encarcelado por violación y liberado tres años después. Con Tyson retirado de la escena del peso pesado, Evander Holyfield y Riddick Bowe emergieron como los mejores pesos pesados a principios de los noventa, enfrentándose en tres combates.
Mientras tanto, en el peso wélter ligero, el mexicano Julio César Chávez acumuló un récord oficial de 89-0 antes del polémico combate nulo de 1993 contra Pernell Whitaker, quien más tarde también se convirtió en un gran boxeador. A finales de la década de 1990, Chávez fue reemplazado por el medallista de oro olímpico Óscar de la Hoya, cuyos combates se convirtieron en uno de los reclamos más populares de las cadenas televisivas de pago por visión de su época. De la Hoya ganó campeonatos en seis categorías de peso, compitiendo con luchadores como Chávez, Whitaker y Félix Trinidad.
Mike Tyson regresó a finales de la década de 1990, con un giro inesperado cuando fue derrotado por el débil Evander Holyfield en 1996. En su revancha de 1997, Tyson arrancó de un mordisco un trozo de la oreja a Holyfield, lo que se tradujo en su descalificación; su licencia de boxeador fue revocada por la Comisión Atlética del Estado de Nevada por un período de un año y fue multado con tres millones de dólares. Holyfield ganó dos de los tres títulos, pero perdió el combate final en 1999 con el campeón del CMB, Lennox Lewis, quien se convirtió en el campeón indiscutible.

### 2000 a 2020
La primera década del actual siglo ha sido testigo de un continuo descenso en la popularidad del boxeo en los Estados Unidos, marcado por el descontento del público relativo a la división del peso pesado, y al aumento de la competencia en el mercado de pago por visión de las artes marciales mixtas y su competición principal, el Ultimate Fighting Championship. Sin embargo, el número de seguidores del boxeo ha crecido en Alemania y Europa del Este, y también es actualmente considerable en Gran Bretaña. Este giro cultural se refleja en algunos de los cambios de los campeones, especialmente en las divisiones de peso superior.
La división del peso semipesado fue dominada en la primera parte de la década por Roy Jones, Jr., un ex campeón del peso medio, y por el polaco-alemán Dariusz Michalczewski, quien mantuvo el título de la Organización Mundial de Boxeo, mientras que Jones conservó los títulos del WBC, de la WBA y de la Federación Internacional de Boxeo, dos de los cuales fueron perdidos por Michalczewski. Los dos púgiles nunca se enfrentaron, debido a un desacuerdo sobre si la pelea se disputaría en los Estados Unidos o en Alemania. Este tipo de polémicas se repetirían entre los mejores púgiles, ya que Alemania convirtió en el mejor lugar para el boxeo de categoría mundial.
Los boxeadores radicados en Alemania más famosos son dos hermanos ucranianos: Vladímir y Vitali Klichkó, ambos con distintos títulos del peso pesado. Los Klichkó a menudo se representaban como representantes de una nueva generación de púgiles de las ex repúblicas soviéticas, que a pesar de su gran tamaño, poseen una habilidad y una resistencia considerables, desarrollados por años de experiencia como aficionados. La mayoría de las versiones del título del peso pesado estaban en manos de combatientes de la antigua Unión Soviética.
Desde la jubilación de Lennox Lewis en 2004, la división de peso pesado ha sido criticada por carecer de talento y de prestigio, especialmente entre los combatientes estadounidenses. Esto ha dado lugar a un perfil más alto para los boxeadores en las categorías de pesos más bajos, incluido el campeón del peso medio y del peso semipesado Bernard Hopkins, y el invicto campeón de varios pesos Floyd Mayweather Jr., quien ganó a los puntos en 2007 a Oscar De La Hoya en un combate en el que se batió el récord del evento de pago por visióncon más espectadores. «Considerado como el combate para salvar el boxeo», el éxito de este evento demuestra que el boxeo estadounidense aún conserva una gran audiencia cuando se enfrentan grandes púgiles. Otros luchadores notables en clases de peso aún más bajo están experimentando una popularidad sin precedentes en la actualidad. Desde 2005, los pesos ligeros júnior Marco Antonio Barrera, Érik Morales, Juan Manuel Márquez y el campeón de división de peso múltiple el filipino Manny Pacquiao han luchado varias veces en combates retransmitidos en pago por visión. Estos pequeños luchadores a menudo muestran una tremenda pegada para su tamaño, ofreciendo emocionantes enfrentamientos como la increíble pelea a finales de 2005 entre Castillo y Diego Corrales.
La década de 2010 vio acción de alta intensidad en el interés en las divisiones de peso más bajo aumentó aún más con la posibilidad de una súper pelea entre dos de los mejores luchadores del mundo, los experimentados Manny Pacquiao y Floyd Mayweather, Jr. Las largas negociaciones finalmente culminaron en el combate Mayweather-Pacquiao del 2 de mayo de 2015, seis años después del inicio de las negociaciones. El enfrentamiento generó unos ingresos estimados en 450 millones de dólares. La división de peso mediano vio una acción inmensa en los últimos años de la década. Después de un empate en 2017, Canelo Álvarez puso fin al largo reinado de Gennady Golovkin en 2018. La división de peso pesado estaba dominada por los hermanos Klitschko antes de la derrota de Wladimir ante Tyson Fury en 2015. Otros talentos que surgieron fueron Anthony Joshua , Deontay Wilder y el campeón indiscutible de peso crucero Oleksander Usyk.

## Duración de los combates
Las peleas profesionales se limitan a un máximo de doce asaltos. La mayoría se disputan a cuatro, seis, ocho o diez asaltos, dependiendo de la experiencia de los boxeadores. A principios del siglo XX, era común que las peleas tuvieran un número ilimitado de asaltos, que terminaban solo cuando uno de los combatientes renunciaba o la policía detenía la lucha. En las décadas de 1910 y 1920, el límite de quince asaltos se convirtió gradualmente en la norma, beneficiando a luchadores de gran energía como Jack Dempsey.
Durante muchos años, desde la décadda 1920 hasta la década de 1980, los combates para un campeonato mundial de boxeo profesional se programaban a quince asaltos, pero esto cambió después de una pelea por el título de la AMB el 13 de noviembre de 1982, que terminó con la muerte del boxeador Duk-Koo Kim en el 14.º asalto de una pelea contra Ray Mancini, televisada a nivel nacional en la CBS. Exactamente tres meses después de la fatal pelea, el CMB redujo a 12 el número de asaltos en los combates de su campeonato. La AMB incluso despojó a un púgil de su campeonato en 1983 porque la pelea había sido a 15 asaltos, poco después de que la regla se cambiara a 12 asaltos. En 1988, para disgusto de algunos puristas del boxeo, todas las peleas se habían reducido a un máximo de solamente 12 asaltos, parcialmente por seguridad y parcialmente por los intereses de la televisión, ya que una pelea de 12 asaltos podía retransmitirse en una hora, mientras que una de 15 podía requerir hasta 90 minutos.

## Puntuación
Si no se produce un nocaut o descalificación, la pelea se determina por decisión de los jueces. En los primeros días del boxeo, el árbitro decidía el ganador levantando su brazo al final de la pelea, una práctica que todavía se usa en algunas peleas profesionales en Gran Bretaña. A principios del siglo XX, se hizo común que el árbitro o juez decidiera el vencedor de un combates por el número de asaltos ganados. Para mejorar la fiabilidad de la puntuación, se agregaron dos jueces de primera fila además del árbitro, y el ganador se decidía por decisión de la mayoría. Desde finales del siglo XX, se ha convertido en una práctica común que los tres jueces sean observadores situados en primera fila, aunque el árbitro todavía tiene la autoridad para detener una pelea o restar puntos.
Al final de la pelea, los jueces suman sus puntuaciones en todos los asaltos, y cada uno determina un ganador. Si los tres jueces eligen al mismo púgil como ganador, ese luchador gana por «decisión unánime». Si dos jueces coinciden en que un boxeador ha ganado el combate y el tercer juez da un empate, el boxeador gana por «decisión mayoritaria». Si dos jueces consideran que un boxeador ha ganado la pelea y el tercer juez elige al otro, el primer boxeador gana por «decisión dividida». Si un juez elige a un boxeador como ganador, el segundo juez elige al otro boxeador, y el tercer juez considera un empate, entonces la pelea se considera un empate o «combate nulo». La pelea también se considera un empate si al menos dos de cada tres jueces califican la pelea como empate, independientemente de la tercera puntuación. En el Reino Unido, los combates los decide solo el árbitro, excepto cuando hay un título en juego, en cuyo caso lo califican tres jueces.
El sistema de puntuación más utilizado desde mediados del siglo XX es el «sistema de 10 puntos», llamado así porque un juez «debe» otorgar diez puntos a al menos un púgil en cada asalto (antes de los descuentos por las faltas). La mayoría de los asaltos tienen una puntuación de 10-9, con 10 puntos para el púgil que ganó el asalto, y 9 puntos para el luchador que el juez considera que lo perdió. Si se considera que un asalto está igualado, se puntúa 10-10.
Por cada caída en un asalto, el juez descuenta un punto adicional al luchador derribado, lo que resulta en una puntuación de 10-8 si hay una caída o una puntuación de 10-7 si hay dos caídas. Si el árbitro da instrucciones a los jueces para que deduzcan un punto por una falta, esta deducción se aplica después del cálculo preliminar. Entonces, si un púgil gana un asalto, pero es penalizado por una falta, la puntuación cambia de 10-9 a 9-9. Si ese mismo púgil sufrió una caída en el asalto, la puntuación cambiaría de 10-8 a su favor a 9-8. Si bien es poco común, si un púgil domina completamente un asalto pero no derriba a su contrincante, un juez todavía puede anotar ese asalto por 10-8.
  
Otros sistemas de puntuación también se han utilizado en algunas ocasiones, incluido el sistema de cinco puntos (en el que el púgil ganador recibe cinco puntos, el perdedor cuatro o menos), el sistema de un punto (en el que el púgil ganador recibe uno) o más puntos, y al perdedor se le otorga cero), y el sistema de asaltos, que simplemente otorga el asalto al púgil considerado ganador en el mismo. En el sistema de asaltos, el combate es ganado por el púgil que se haya apuntado más asaltos. Este sistema a menudo usaba un sistema de puntos suplementarios (generalmente el de diez puntos) en el caso un combate con un número par de asaltos.
Si una pelea se detiene debido a un corte por un cabezazo no intencionado, se acude a las tablas de puntuación solo si se ha completado un número determinado de asaltos (generalmente tres, a veces cuatro). Quien esté por delante en las tarjetas de puntuación gana por decisión técnica. Si el número requerido de asaltos no se ha completado, la pelea se declara un empate técnico o combate anulado.
Si se detiene una pelea debido a un corte resultante de un golpe legal, al autor del golpe se le otorga una victoria por «nocaut técnico». Por esta razón, los combatientes a menudo emplean asistentes (cutman en inglés), cuyo trabajo es tratar los cortes entre asaltos para que el boxeador pueda continuar a pesar del corte.
Los jueces no tienen la capacidad de ignorar una caída marcada por el árbitro. Si el árbitro declara que un púgil ha sido derribado, los jueces deben puntuar este derribo como tal.

## Campeonatos
En la primera parte del siglo XX, los Estados Unidos se convirtieron en el centro del boxeo profesional. En general, se aceptaba que los «campeones del mundo» eran aquellos que figuraban en la Police Gazette. Después de 1920, la Asociación Nacional de Boxeo (NBA) comenzó a regular las «peleas por el título». También durante ese tiempo, se fundó la revista The Ring, que incluía campeones y cinturones premiados. En 1962 la NBA se convirtió en la Asociación Mundial de Boxeo (WBA). Al año siguiente, se formó una organización rival, el Consejo Mundial de Boxeo (WBC). En 1983, se formó el Federación Internacional de Boxeo (IBF). En 1988, se formó otro organismo regulador de ámbito mundial, la Organización Mundial de Boxeo (WBO). A fines del siglo XX, se fundó la Federación Mundial de Boxeo Profesional (WPBF), pero los distintos organismos reconocían a un boxeador como el «campeón mundial indiscutido». Los organismos reguladores regionales, como la North American Boxing Federation, el North American Boxing Council y la Federación Internacional de Boxeo también organizaron sus propios campeonatos. Ring Magazine también continuó listando al Campeón del Mundo de cada división de peso, y su clasificación sigue siendo apreciada por los aficionados.

## Principales organismos reguladores
- Federación Internacional de Boxeo (IBF)
- Asociación Mundial de Boxeo (WBA)
- Consejo Mundial de Boxeo (WBC)
- Organización Mundial de Boxeo (WBO)